# Justicia linifolia
Justicia linifolia är en akantusväxtart som först beskrevs av Gustav Lindau, och fick sitt nu gällande namn av John Charles Manning och Goldblatt. Justicia linifolia ingår i släktet Justicia och familjen akantusväxter. Inga underarter finns listade i Catalogue of Life.